# ثقافة سريلانكا

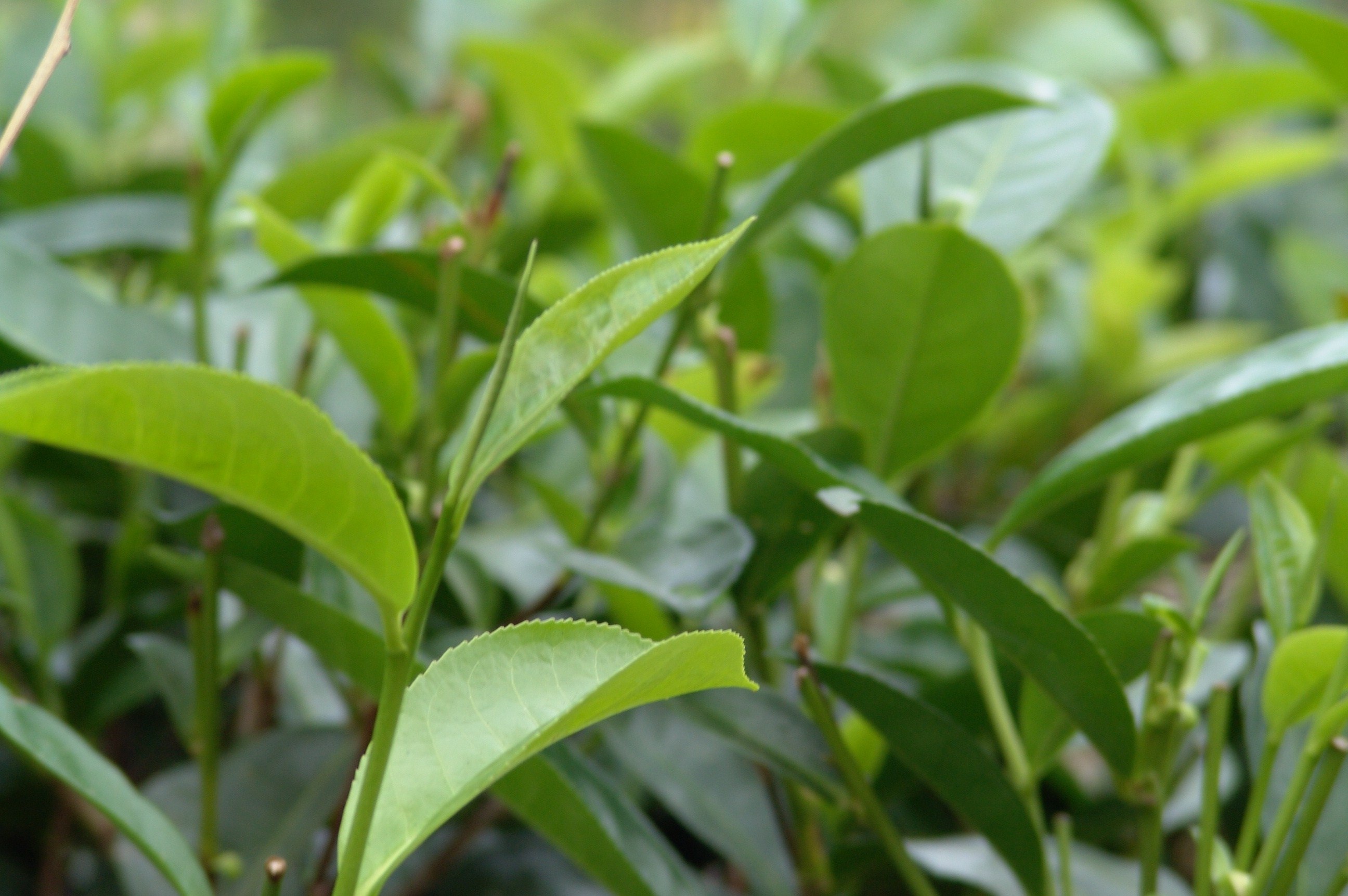
شاي سيلاني

تمزج ثقافة سريلانكا ما بين العناصر الحديثة مع النواحي التقليدية وتُعرَف بتنوعها الإقليمي. لقد تأثرت الثقافة السريلانكية منذ وقت طويل بتراث ثيرمادا البوذية القادمة من الهند ويعتبر الميراث الديني قويا خاصة في المنطقة الجنوبية والوسطى في سريلانكا. وتعتبر التأثيرات الثقافية الجنوبية معلنة في أقصى شمال الدولة تحديدا. وقد ترك الاستعمارعلامة في هوية سريلانكا بدمج كُلٍّ من البرتغالية والهولندية والعناصر البريطانية التي اختلطت مع مختلف العادات في ثقافة سريلانكا، وعلى وجه الخصوص يمتلك الشعب السنهالي روابط قوية للهند وجنوب شرق آسيا.و تمتلك الدولة تقاليد فنية غنية مع أشكال إبداعية متميزة تشمل الموسيقى والرقص والفنون البصرية، وترتبط الثقافة السيرلانكية عالميًا برياضة الكريكت والمطبخ السيرلانكي المتميز وممارسة الطب الشمولي، وكذلك أيقونات دينية مثل العلم البوذي والصادرات مثل الشاي والقرفة والأحجار الكريمة بالإضافة إلى السياحة القوية. ترتبط سريلانكا بعلاقات طويلة الأمد مع شبه القارة الهندية ترجع إلى ما قبل التاريخ. إن أغلب السكان السيرلانكيين سنهاليين وعدد كبير منهم من الموريين والتامليين والأقليات الهندية التاميلية.

## تاريخ سريلانكا
لدى سريلانكا تاريخ موَّثَّق لأكثرمن 2000 سنة على الغالب بسبب الكتب التاريخية القديمة مثل ماهوامسى والأجسام الحجرية الأولى التي يعود تاريخها إلى 500000 سنة. لقد أثَّر النفوذ الأجنبي على ثقافة سريلانكا على مر العقود حتى أصبحت كما هي الآن، ومع ذلك مازالوا يحتفلون بالتقاليد القديمة والمهرجانات فغالبيتهم من السنغال المُحافظين وسكان جزيرة تاميل مع الأقليات الأخرى التي تكون هوية سريلانكا. وأهم جانب يميز تاريخ سريلانكا هو نظرته للنساء لأنهن يعتبرن متساويات مع الرجال منذ آلاف السنين بدايةً من حكم البلاد حتى طريقة لبسهم فكلاهما لديهما الفرصة لحكم البلاد ومازالت هذه الحقيقة إلى يومنا هذا، وأول رئيسة وزراء في العالم كانت من سريلانكا. لقد أظهرمُحبو اسورومونيا أسلوب السريلانكيين في الملبس قبل استعمار بلادهم والتي يغلب عليها الملابس المتطابقة لكلا الجنسين.

## الفن المعماري
يظهر الفن المعماري السيرلانكي تنوعًا غنيًا في أشكال الفن المعماري والأساليب. وأثرت البوذية تأثيرًا كبيرًا على العمارة السيرلانكية منذ عرضه للجزيرة في القرن الثالث، وتطورت التقنيات والأساليب في الهند والصين وأوروبا التي نقلت عبر الاستعمار ولعبت دور أساسي في الفن المعماري السيرلانكي

## الفنون والحرف
تستوحي العديد من أشكال الفنون والحرف السريلانكية الإلهام من الثقافة البوذية العريقة وبدورها تمتص من المعتقدات الدينية وتتمثل في أشكال عدة مثل الرسم والنحت والهندسة المعمارية. وأحد أهم الجوانب السيرلانكية البارزة هي الكهوف ولوحات المعابد مثل اللوحات الجدارية الموجودة في سيجيريا والرسوم الدينية الموجودة في المعابد في دامولا ومعبد بقايا الاسنان في كاندي. تأثرت الأشكال الفنية الغنية الشائعة في المناطق الجبلية عندما استوحى البرتغاليون ليسيورك وعندما استوحت إندونيسيا باتيك.

## الرقص
إن أكثر العوامل تأثيرًا على سريلانكا هما البوذية والاستعمار البرتغالي. لقد وصلت البوذية لسريلانكا بعد زيارة البوذا قبل 300 سنة قبل الميلاد. وعندما وصل البرتغاليين في العقد الخامس عشر وجلبوا معهم سانتيجا بالادس والقيثارة مع العبيد الأفارقة، تنوعت الجذور الموسيقية للجزيرة. أطلق هؤلاء العبيد كافرينها وكان يطلق على موسيقاهم الراقصة بالا وتشمل الموسيقى التقليدية السريلانكية طبول الكنديان المغناطيسية. كان التطبيل جزء موسيقي مهم في كُلٍ من المعابد الهندوسية والبوذية. تتبع أغلب الأجزاء الغربية السيرلانكية الرقص والموسيقى الغربية.

## السينما
أنتج نايا جام فيلم كاداونوبورندوا (الوعد المخلوف) والبشر القادم من سينما سريلانكا في عام 1947. رانموثودوا (جزيرة الكنوز 1962) والتي تميزت بالسينما الانتقالية من الأبيض والأسود إلى الملون في السنوات القريبة. ضمت السينما السيرلانكية مواضيع مثل عائلة ميلودراما والتحول الاجتماعي وسنوات الصراع. وأسلوبهم السينمائي مشابه للأفلام البوليودية. ويعد ليستر بيريز أحد أكثر صناع الأفلام نفوذاً في تاريخ السينما وهو الذي أخرج عدداً من الأفلام واستقبل هتاف عالمي شامل ركافا (خط المصير 1956) وجإمبراليا (القرية المتغيرة 1964) وندهانيا (الكنز1970) وقولوهادواذا (القلب البارد 1968) وتوجد دور السينما في العديد من مناطق المدينة.